# كيفن ويلان
كيفن ويلان (بالإنجليزية: Kevin Whelan)‏ هو لاعب كرة قاعدة أمريكي، ولد في 8 يناير 1984 في كيرفيل في الولايات المتحدة.

## وصلات خارجية
- كيفن ويلان على موقع دوري كرة القاعدة الرئيسي (الإنجليزية)
- كيفن ويلان على موقعبيزبول رفرنس.كوم (الدوري الرئيسي) (الإنجليزية)
- كيفن ويلان على موقعبيزبول رفرنس.كوم (الدوري الثانوي) (الإنجليزية)
- كيفن ويلان على موقع إي إس بي إن.كوم (أم.أل.بي) (الإنجليزية)
- كيفن ويلان على موقع مشجعي الرسوم البيانية (الإنجليزية)